# Вернандер, Татьяна Борисовна
Татьяна Борисовна Вернандер (1903—1979) — советский геоботаник-фитоценолог.

## Биография
Её отец, помощник старшего инженера Борис Викторович Вернандер (25.11.1872 — 14.05.1905) женился 10 ноября 1900 года на дочери статского советника Ольге Александровне Кирпотенко; 5 октября 1901 года у них родилась дочь Наталья, 1 (14) июля 1903 года — вторая дочь, Татьяна.
В 1924 году окончила естественное отделение физико-математического факультета Московского университета (МГУ); ученица В. В. Алёхина. В 1926—1930 годах училась в аспирантуре при кафедре геоботаники МГУ.
В 1925, 1926 и 1928 годах обследовала целинную степную растительность около северной границы степей, в Орловской и Ульяновской областей. В 1927 году участвовала в комплексном обследовании и составлении геоботанической карты степи заповедника «Аскания Нова». В 1929 году участвовала в экспедиции по обсле дованию растительности Наурзумского района Казахстана , организованной Главнаукой Наркомпроса с целью выделения участка под степной заповедник. В 1930 году руководила геоботаническим отрядом, обследовавшим совхозы Зернотреста на Урал-Илекском междуречье в Оренбургской области.
По окончании аспирантуры до 1934 года работала в системе Наркомзема по геоботаническому обследованию и районированию земель совхозов и колхозов. С 1934 по 1941 год состояла ассистентом кафедры геоботаники биологического факультета МГУ. В 1941 году защитила в МГУ диссертацию на степень кандидата биологических наук на тему: «Растительный покров Бештаугорского лесопарка». В 1934 году работала по составлению сельскохозяйственной карты Крапивенского района Тульской области. В 1937—1938 годах по заданию Курортного управления проводила геоботаническое обследование Бештаугорского лесопарка (район Минеральных Вод).
Написала множество статей для Большой и Малой советских энциклопедий.
Скончалась в 1979 году.
Была замужем за Борисом Петровичем Рачковым. Имела дочь.